# Иеуда Мессер Леон
Иеуда бен Иехиэль, (ивр. יהודה בן יחיאל‎, от 1420 до 1425 — около 1498), чаще называемый Иеуда Мессер Леон (ивр. יהודה מסר לאון‎), был итальянским евреем, раввином, преподавателем, врачом и философом. Сочетал как светские, так и традиционные еврейские знания, считался воплощением человека Ренессанса.

## Биография
Родился около 1420 года в Монтеккьо-Маджоре в Италии в семье врача. Получил диплом врача и звание раввина уже в молодом возрасте до 30. Получил почетное рыцарское звание Мессер от императора Фридриха III в 1469 году.
Жил в разное время в городах Италии Анкона, Болонья, Венеция, Мантуя, Падуя. В Падуанском университете получил звание доктора. Последнюю часть жизни провел в Неаполе.

## Работы
Написал множество сочинений в духе комментариев к классикам, как Аристотель. А также книги на иврите по современной ему науке, использовавшиеся для подготовки еврейских студентов в университеты. Был единственным автором XV века, который держал в руках собственную напечатанную книгу на иврите. Это было сочинение по риторике «Льющийся мёд» (ивр. נופת צופים‎).

## Потомки
Сын — Давид бен Иеуда Мессер Леон был, как и отец, врачом, пропагандистом светских наук и раввином. Написал несколько книг, в том чиле и комментарий к Маймониду.
Внук — Аарон бен Давид, редактировал сочинения своего отца, особенно изданные посмертно.